# Liste der Monuments historiques in Villeneuve-au-Chemin
Die Liste der Monuments historiques in Villeneuve-au-Chemin führt die Monuments historiques in der französischen Gemeinde Villeneuve-au-Chemin auf.

## Liste der Objekte
| Bezeichnung                   | Beschreibung                                              | Standort                                  | Kennzeichnung | Schutzstatus | Datum | Bild |
| ----------------------------- | --------------------------------------------------------- | ----------------------------------------- | ------------- | ------------ | ----- | ---- |
| Skulptur Heiliger Maurus      | Kalkstein, farbig gefasst und übertüncht, 16. Jahrhundert | in der Kirche St-Jean-Baptiste (Lage)     | PM10002927    | Classé       | 1913  |      |
| Pietà                         | Kalkstein, farbig gefasst, 16. Jahrhundert                | in der Kapelle St-Joseph-des-Anges (Lage) | PM10002929    | Classé       | 1983  |      |
| Skulptur Madonna mit Kind (1) | Holz, um 1300                                             | in der Kirche St-Jean-Baptiste (Lage)     | PM10002928    | Classé       | 1913  |      |
| Skulptur Madonna mit Kind (2) | Kalkstein, farbig gefasst, 16. Jahrhundert                | in der Kirche St-Jean-Baptiste (Lage)     | PM10002925    | Classé       | 1908  |      |
| Skulptur Johannes der Täufer  | Kalkstein, farbig gefasst, 14. Jahrhundert                | in der Kirche St-Jean-Baptiste (Lage)     | PM10002926    | Classé       | 1913  |      |